# Promenada nad Zatoką Świętego Pawła

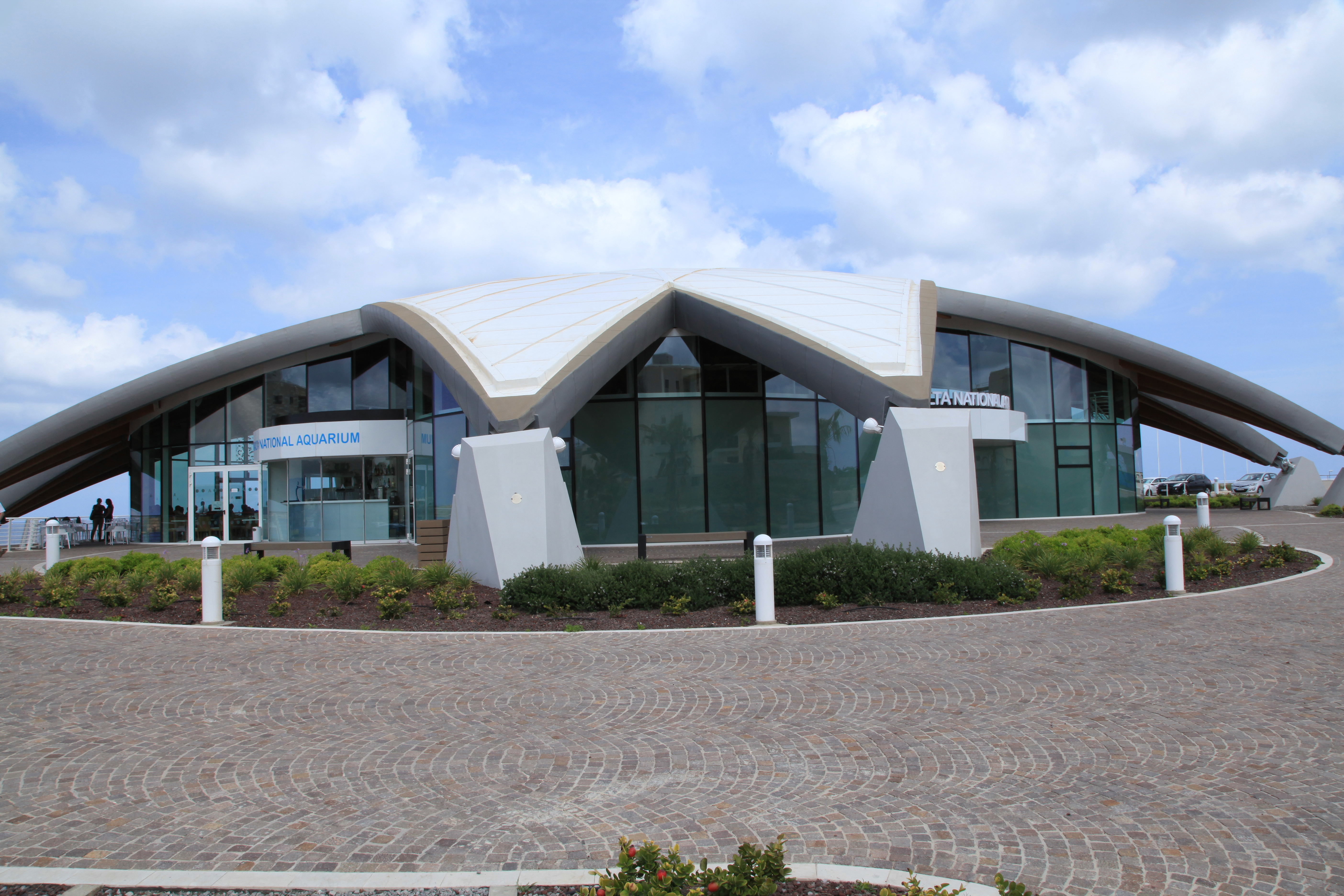
Narodowe Akwarium Malty

Promenada nad Zatoką Świętego Pawła – maltańska promenada o długości trzech kilometrów zbudowana wzdłuż skalistej linii brzegowej, przebiegająca przez Qawrę, Bugibbę, Saint Paul’s Bay.
Promenada nad Zatoką Świętego Pawła jest odwiedzana przez turystów i mieszkańców Malty, oferuje widoki na otwarte morze i Wyspy Świętego Pawła.

## Atrakcje
Wzdłuż promenady znajduje się wiele hoteli, apartamentów wakacyjnych, restauracji, kawiarni, barów, kasyn i innych obiektów turystycznych. Przy promenadzie w miejscowości Bugibba znajduje się niewielki plac, który jest znany z życia nocnego, wokół placu znajduje się wiele barów i restauracji.
Spacerując promenadą przez miejscowość Qawra można trafić do Narodowego Akwarium Malty (akwarium publiczne o powierzchni łącznej 20 000 m²).